# Keava raba
Keava raba är ett träsk i Estland. Det ligger i landskapet Raplamaa, 60 km söder om huvudstaden Tallinn. Den är namngiven efter den närliggande småköpingen Keava och avvattnas av vattendraget Vigala jõgi.